# .cd
cd. دامنه اینترنتی منطقه جمهوری دموکراتیک کنگو است.